# Partizanstadion
Stadion Partizan (Servisch:Стадион Партизана, Stadion Partizana) is een sportstadion in Belgrado, Servië. Het stadion dient voor verschillende sporten maar is vooral bekend als de thuishaven van voetbalclub FK Partizan. Vroeger was het bekend onder de naam JNA Stadion. Tot op heden noemen veel supporters het stadion zo. Een andere, bekende benaming is Fudbalski Hram (Nederlands: Voetbaltempel).
Het stadion werd op 9 oktober 1949 geopend. Het stadion had een capaciteit van zo'n 50.000 tot de nieuwe UEFA-regels werden ingevoerd. In 1998 werd het stadion gerenoveerd en kan het rekenen op 32,887 plaatsen.
Verschillende muziekgroepen, zoals onder meer Metallica en AC/DC, traden al in het stadion op.